# ناويا تاكاهاشي
ناويا تاكاهاشي (باليابانية: 髙橋 直也) (مواليد 28 مايو 2001) هو لاعب كرة قدم ياباني.

## وصلات خارجية
- ناويا تاكاهاشي على موقع رابطة كرة القدم اليابانية للمحترفين (اليابانية)
- ناويا تاكاهاشي على موقع قاعدة بيانات كرة القدم.إي يو (الإنجليزية)
- ناويا تاكاهاشي على موقع Soccerway.com (الإنجليزية)
- ناويا تاكاهاشي على موقع عالم كرة القدم.نت (الإنجليزية)